# Mikael Forsten

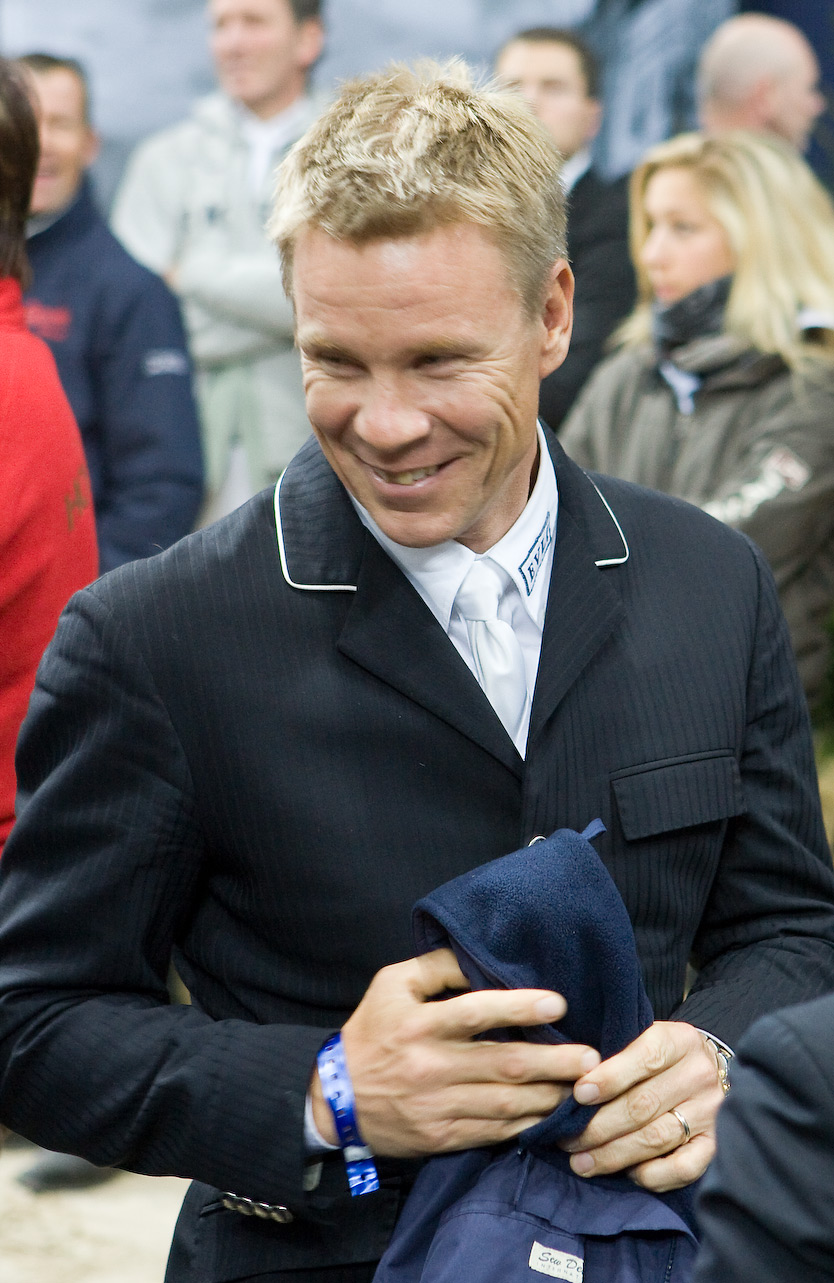
Mikael Forstén 2009 in Helsinki

Mikael Forsten (* 7. Dezember 1969) ist ein finnischer Springreiter  und Motorsportler. Vor seiner aktiven Rennfahrerkarriere studierte Forstén an der Technischen Universität Helsinki. Neben dem Dressursport interessiert er sich unter anderem auch für Fußball, Alpinsport und Motorsport.
Forsten gewann im Jahr 2007 das Weltcupspringen in Amsterdam. Außerdem ist er fünfmaliger finnischer Meister.

## Motorsportkarriere
Forstén begann mit dem Rennsport zunächst als Hobby, stieg aber bald zum Profi auf. 2006 fuhr er in der italienischen Formel-Renault-Serie und 2007 im Porsche Mobil 1 Supercup. Für die Saison 2008 stieg Forstén in die FIA-GT-Meisterschaft ein, wo er mit Markus Palttala einen Porsche der GT2-Klasse von Prospeed fuhr. 
Zu den weiteren bemerkenswerten Stationen in Forsténs Motorsportkarriere gehören die FIA GT3, das ADAC GT Masters, die 24 Stunden von Spa und die European Le Mans Series.